# Daptolestes
Daptolestes is een vliegengeslacht uit de familie van de roofvliegen (Asilidae).

## Soorten
- D. limbipennis (Macquart, 1846)
- D. nicholsoni (Hull, 1962)
- D. sergius (Walker, 1849)